# Kanton Montigny-lès-Metz
Montigny-lès-Metz is een kanton van het Franse departement Moselle.

## Geschiedenis
Het kanton maakte deel uit van het arrondissement Metz-Campagne tot dat op 22 maart 2015 fuseerde met het arrondissement Metz-Ville to het huidige arrondissement Metz.

De indeling van voor 22 maart 2015: Drie losse gebieden in het toenmalige arrondissement Metz-Campagne.

Tot 22 maart 2015 bestond het kanton uit 3 delen: De gemeente Montigny-lès-Metz zelf, de zuidelijke exclave Augny en de overige gemeenten, te weten Chieulles, Mey, Saint-Julien-lès-Metz, Vantoux en Vany, vormden een noordelijke exclave. Op die dag werd de samenstelling van het kanton geheel aangepast. Augny werd opgenomen in het nieuwgevormde kanton Coteaux de Moselle, de gemeenten van de noordelijke exclave bij het eveneens nieuwe kanton Pays Messin.
Tegelijkertijd werden de kantons Verny en Woippy opgeheven. Van het kanton Verny werd de gemeente Marly toegevoegd aan het kanton Montigny-lès-Metz, van het kanton Woippy de gemeenten Le Ban-Saint-Martin, Longeville-lès-Metz, Plappeville en Scy-Chazelles.

## Gemeenten
Het kanton Montigny-lès-Metz omvat tegenwoordig de volgende gemeenten:
- Le Ban-Saint-Martin
- Longeville-lès-Metz
- Marly
- Montigny-lès-Metz
- Plappeville
- Scy-Chazelles